# 增秩
增秩，中国古代皇帝对有政绩的官吏进行奖赏的一种形式，或是对考课优秀者的一种提拔。
秩最早是指官员的品位，后来即俸禄。增秩即升级，为官吏升赏方式之一。汉代对于有治绩的官员，有时并不立即升迁，而是由考课而增秩。如汉宣帝时“黄霸为颍川太守，考课天下第一，升任京兆尹，秩二千石。”增秩是增加官吏品级的一种制度，为奖掖功绩卓著的官员，特规定了增秩，相对的又有降秩。王莽为自己的妾室起名增秩，增秩生下儿子王匡、女儿王曄。